# حمام قدیمی اوچ دکان
حمام قدیمی اوچ دکان یکی از حمام‌های تاریخی اردبیل به شمار می‌رود که در سال ۱۲۵۹ ه. ق. توسط شخصی از خاندان صادقی ساخته‌شده‌است.